# Cisticola eximius
Cisticola eximius е вид птица от семейство Cisticolidae.

## Разпространение
Видът е разпространен в Буркина Фасо, Централноафриканската република, Чад, Република Конго, Демократична република Конго, Кот д'Ивоар, Гана, Гвинея, Гвинея-Бисау, Мали, Нигерия, Сенегал, Сиера Леоне, Южен Судан, Судан и Того.